# Impatiens chekiangensis
Impatiens chekiangensis är en balsaminväxtart som beskrevs av Yi Ling Chen. Impatiens chekiangensis ingår i släktet balsaminer, och familjen balsaminväxter. Inga underarter finns listade i Catalogue of Life.